# Caccia al tesoro (film 2017)
Caccia al tesoro è un film del 2017 diretto da Carlo Vanzina.
Si tratta dell'ultimo lavoro come regista di Carlo Vanzina prima della sua morte, avvenuta l'8 luglio 2018.

## Trama
Domenico Greco è un attore teatrale con grossi debiti, che vive a casa della cognata Rosetta, vedova di suo fratello, e con un figlio di nome Antonio, malato di cuore. L'unica cura è un intervento chirurgico che costa 163.000 euro da fare negli Stati Uniti. 
I due vanno in chiesa a pregare una statua di San Gennaro, per chiedergli di poter sottrarre una delle pietre preziose presenti sulla sua mitra esposta nel museo del Duomo, ed ecco che una voce, che credono essere del Santo, risponde loro: "Va bene, va bene". In realtà la voce appartiene a un parcheggiatore abusivo che era udibile attraverso una finestra aperta.
Casualmente, accanto a Domenico e Rosetta si trova Ferdinando, anch'egli in difficoltà economiche, motivo per cui decide di associarsi a Domenico nella realizzazione del furto. I preparativi fervono e, finalmente, i due si introducono nella cripta del Duomo di Napoli, stranamente accessibile e vuota, ma subito dopo da un buco nel muro entrano anche Cesare e Claudia, due ladri romani in trasferta.
Delusi dalla scoperta di essere stati beffati, escono dalla chiesa e casualmente scoprono che tutto il tesoro di San Gennaro è stato portato a Torino per una mostra temporanea. Domenico e Ferdinando decidono di partire per il nord e completare l'opera, accompagnati questa volta anche da Gennarino, il figlio minorenne di Ferdinando, ma durante il sopralluogo scoprono che anche Cesare e Claudia hanno avuto la stessa idea. Decidono quindi di mettersi d'accordo e, lavorando assieme, raggiungono lo scopo.
Nel frattempo a Napoli il capo della polizia chiede aiuto a un boss locale (O' Mastino) per scoprire chi siano i responsabili del tentato furto nella cripta, e il boss riesce nell'intento di individuare e raggiungere i ladri, che hanno ancora con loro la mitra, recuperandola.
Ma avendo appreso il motivo che aveva originato il furto sacrilego, il boss si fa promotore di una colletta tra gli appartenenti alla mala partenopea e con il denaro ottenuto Antonio potrà intraprendere il "viaggio della speranza".  

## Distribuzione
Il film è stato prodotto da International Video 80 e Medusa Film, nonché da quest'ultima distribuito nelle sale cinematografiche il 23 novembre 2017.